# 阿亨基希
47°31′00″N 11°41′00″E / 47.51667°N 11.68333°E

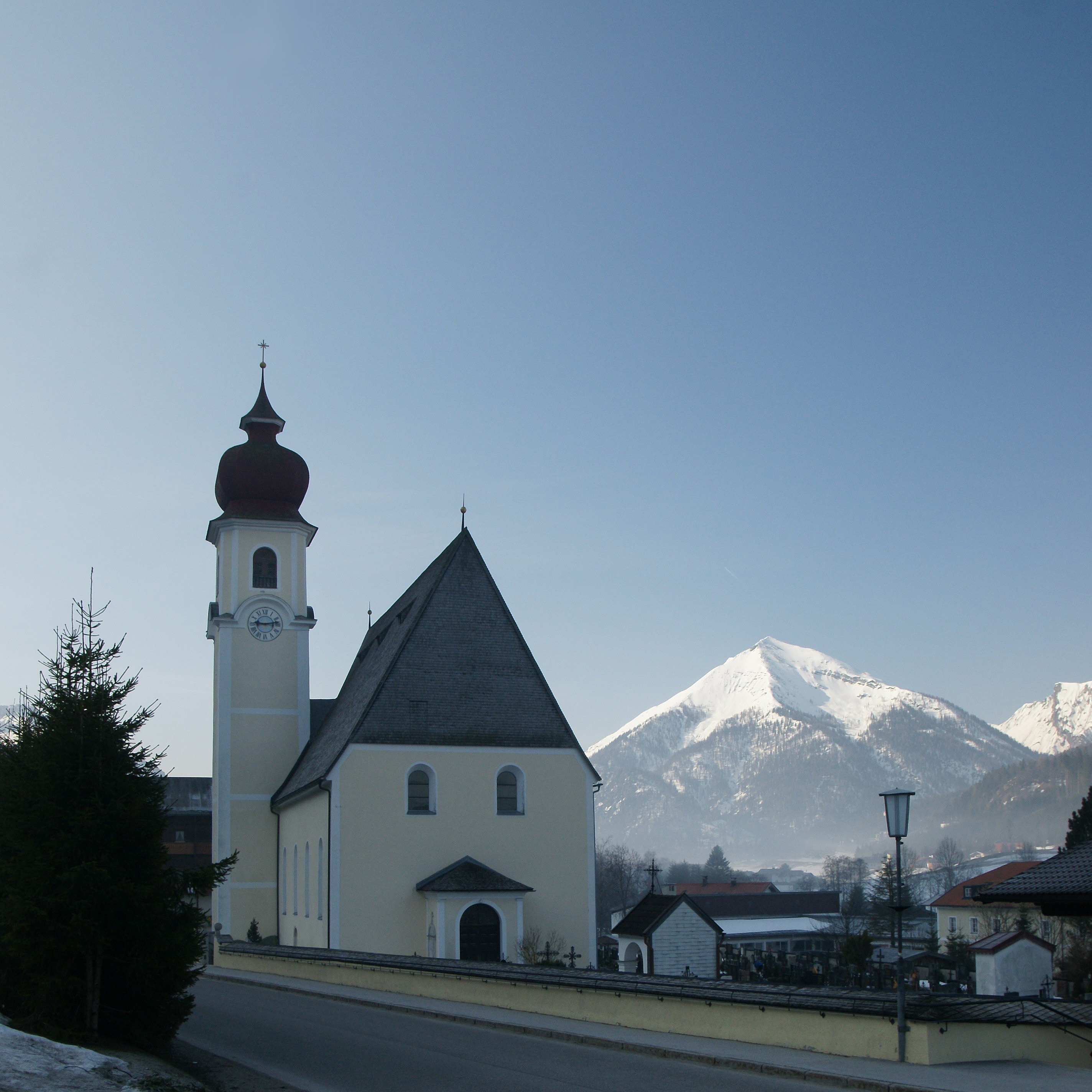
阿亨基希的一个教堂

阿亨基希是奥地利蒂罗尔州的一座城市，面积113.95平方公里，人口2,090人（2005年）。